# Bündnis für Frieden und Fortschritt
Das Bündnis für Frieden und Fortschritt (französisch Rassemblement pour la Paix et le Progrès, Kürzel: RPP-Farilla) ist eine politische Partei in Niger.

## Geschichte
Das Bündnis für Frieden und Fortschritt wurde am 24. März 2020 als Partei registriert. Ihr Gründungskongress fand am 27. September 2020 im Palais du 29 juillet in der Hauptstadt Niamey statt. Oumarou Alma wurde Vorsitzender, Wassalké Boukari stellvertretender Vorsitzender, Sani Maïgochi Generalsekretär und Mohamed Boucha Schatzmeister der Partei. Alle vier hatten zu diesem oder einem früheren Zeitpunkt Ministerämter inne. Ein weiteres prominentes Gründungsmitglied war der Medienunternehmer Grémah Boucar. Bei einer Reihe der Funktionäre der ersten Stunde handelte es sich um ehemalige Mitglieder der Partei Patriotische Bewegung für die Republik (MPR-Jamhuriya), die mit der Führung durch deren Vorsitzenden Albadé Abouba unzufrieden gewesen waren, und die noch früher von der Partei Nationale Bewegung der Entwicklungsgesellschaft (MNSD-Nassara) zum MPR-Jamhuriya gewechselt waren.
Bei den Parlamentswahlen von 2020 zog das Bündnis für Frieden und Fortschritt mit zwei von 171 Sitzen in die Nationalversammlung ein. Der Parteivorsitzende Oumarou Alma kandidierte bei den Präsidentschaftswahlen von 2020 und wurde mit 2,47 % der Wählerstimmen siebter von 30 Bewerbern um das höchste Amt im Staat.